# 糒駅
糒駅（ほしいえき）は、福岡県田川市大字糒にある平成筑豊鉄道伊田線の駅。駅番号はHC12。
田川市内の金属リサイクル業者「神田商店」がネーミングライツを取得し、2009年（平成21年）4月1日より愛称付きの駅名が神田商店 糒駅となっている。

## 歴史
- 1900年（明治33年）9月17日：九州鉄道の駅として開業[1]。
- 1907年（明治40年）7月1日：九州鉄道が国有化[1]。官設鉄道の駅となる。
- 1974年（昭和49年）3月5日：業務委託駅となる[3][4]。
- 1978年（昭和53年）3月1日：貨物扱い廃止[1]。
- 1984年（昭和59年）2月1日：無人駅となる[5]。
- 1987年（昭和62年）4月1日：国鉄分割民営化により九州旅客鉄道（JR九州）に承継[1]。
- 1989年（平成元年）10月1日：平成筑豊鉄道に転換[1]。
- 2009年（平成21年）4月1日：ネーミングライツにより「神田商店」の愛称が付く[2]。

## 駅構造
相対式ホーム2面2線を有する複線区間にある地上駅。無人駅である。かつては平屋の駅舎と待合室を同じ屋根の下に設けていたが、平成筑豊鉄道移管後に駅舎と駅舎上方の屋根は解体撤去され、待合室のみ残っている。また、かつて駅舎のあった位置には筑豊ボクシングジムが併設されており、将来のプロボクサーを目指す若者達が日々汗を流している。ジムの向かいには碁会所がある。
1984年に無人駅となった。平成筑豊鉄道に移管後もしばらく駅舎が存在したが、出札口や窓が全て板打ちされ、壁には落書きが目立つなど荒れた状態であった。
筑豊の駅の中ではかなり遅くまで石炭輸送を取り扱っており、昭和40年代後半まで石炭車の入れ替えを行っていた。このための引込み線も存在した。
上りと下りのホームは跨線橋で結ばれている。車椅子は、上りホーム側からは外に出ることが可能である。下りホーム側は、スロープが併設されているものの、ホーム高が低く車両とホームの間に渡すスロープ板が使用できないため、利用は難しい。

### のりば
| ホーム | 路線    | 方向 | 行先               | 備考 |
| ------ | ------- | ---- | ------------------ | ---- |
| 駅舎側 | ■伊田線 | 上り | 田川伊田・行橋方面 |      |
| 反対側 | ■伊田線 | 下り | 金田・直方方面     |      |

※案内上ののりば番号は割り当てられていない。

## 利用状況
2019年度の1日平均乗降人員は122人である。
| 年度   | 1日平均 乗降人員 |
| ------ | ---------------- |
| 2008年 | 134              |
| 2009年 | 138              |
| 2010年 | 142              |
| 2011年 | 146              |
| 2012年 | 140              |
| 2013年 | 152              |
| 2014年 | 166              |
| 2015年 | 156              |
| 2016年 | 142              |
| 2017年 | 118              |
| 2018年 | 110              |
| 2019年 | 122              |

## 駅周辺
- 福岡県道22号田川直方線
- 福岡県道405号香春糸田線
- 福岡県道456号金田夏吉伊田線
- 田川糒郵便局
- 田川警察署糒駐在所
- スーパー川食糒店
- 田川市営田川団地
- 田川市営高柳団地
- 北保育所
- 筑豊ボクシングジム
- 英彦山不動院

## 隣の駅
平成筑豊鉄道
■伊田線
上金田駅 (HC11)   - 糒駅 (HC12)  - 田川市立病院駅 (HC13)